# Coleophora nigrostigmatella
Coleophora nigrostigmatella é uma espécie de mariposa do gênero Coleophora pertencente à família Coleophoridae.